# Schichau-Werke

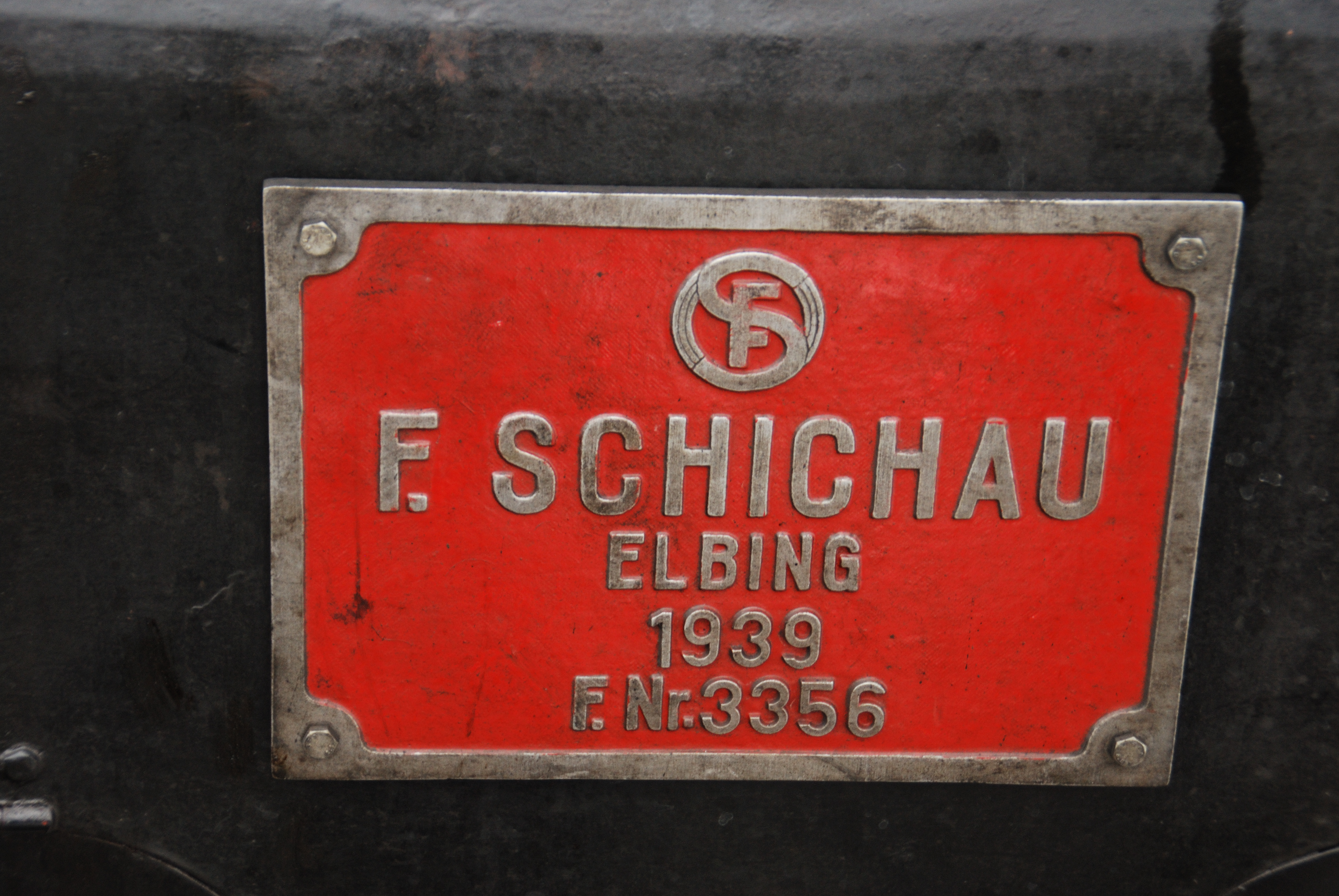
Fabrieksschild van Schichau

De Schichau-Werke (officieel: F. Schichau, Maschinen- und Lokomotivfabrik, Schiffswerft und Eisengießerei GmbH) was een bedrijf uit het West-Pruisische Elbing, het tegenwoordige Elbląg in Polen.
In 1837 richtte Ferdinand Schichau in Elbing een machinefabriek op. Hij produceerde hydraulische machines en graafmachines. In 1852 startte Schichau met de bouw van een scheepswerf en in 1854 liep de Borussia als eerste schip van stapel. In 1860 startte het bedrijf ook met de bouw van locomotieven.
In Elbing konden alleen relatief kleine schepen gebouwd worden. In 1889 werd daarom een vestiging aan diep vaarwater in Pillau in Oost-Pruisen geopend. Een jaar later werd een terrein in Danzig gekocht, waar in de daarop volgende jaren tientallen oorlogs-, vracht- en passagiersschepen gebouwd werden.
In 1928 hadden de Schichau-Werke 3394 personen in dienst. Vanwege de bewapening van Duitsland kreeg Schichau een groot aantal opdrachten. Bij de werf in Danzig werkten in september 1944 7763 mensen, waarvan 2870 buitenlandse arbeiders (onder wie een groot aantal dwangarbeiders). Aan het eind van de oorlog werden bij de werf in Elbing diverse onderzeeërs van het type Seehund gebouwd. De werf in Danzig leverde in totaal 94 U-Boote aan de Kriegsmarine.
Ook bij de bouw van locomotieven was Schichau een belangrijk bedrijf. Tot 1945 leverde Schichau in totaal rond de 4300 locomotieven.
Aan het einde van de Tweede Wereldoorlog trachtte de firma Schichau zijn bezittingen in veiligheid te brengen. Een drijvend dok kwam in Lübeck terecht en werd daar gebruikt tot de jaren tachtig. Een drijvende kraan van de Danziger werf kwam terecht in Rostock en werd daar gebruikt op de Neptunwerft.
De Sovjet-Unie ontmantelde het bedrijf. Het bedrijf bouwde geen locomotieven meer, maar bleef wel schepen bouwen en treinwagons. De vestiging in Danzig werd onderdeel van de Leninwerf, die bekend werd door de stakingen van de vakbond Solidarność.
In Bremerhaven maakte de werf in 1950 een nieuwe start. Tegenwoordig maakt de werf deel uit van de SSW Schichau Seebeck Shipyard GmbH.